# Jordan Clarkson
Jordan Taylor Clarkson (* 7. Juni 1992 in Tampa, Florida) ist ein amerikanisch-philippinischer Basketballspieler. Seit 2025 steht er bei den New York Knicks in der NBA unter Vertrag.

## Karriere
Clarkson spielte nach der Highschool zunächst zwei Jahre für die University of Tulsa, wechselte 2012 an die University of Missouri, wofür er die Saison 2012–13 aussetzen musste. Nach der Collegesaison 2013–14 entschied er sich für die Profikarriere.

### NBA
Er wurde beim NBA-Draft 2014 in der zweiten Draftrunde von den Washington Wizards ausgewählt und kurz darauf zu den Los Angeles Lakers transferiert. Zunächst spielte er bei den Los Angeles D-Fenders in der Entwicklungsliga D-League. Nach der schweren Verletzung von Kobe Bryant erhielt er mehr Spielzeit und zahlte dieses Vertrauen mit guten Leistungen zurück. Er startete in 38 von 59 Spielen und erzielte dabei 11,9 Punkte, 3,2 Rebounds und 3,5 Assists pro Spiel und wurde am Ende der Saison der in das NBA All-Rookie First Team berufen, was für einen Spieler der in der zweiten Runde gedraftet wurde, sehr ungewöhnlich ist. In seinem zweiten NBA-Jahr etablierte sich Clarkson als Starter und kam in 79 Spielen auf 15,5 Punkte und 4,0 Rebounds im Schnitt. Die Lakers verpassten die Playoffs jedoch deutlich.
Nach vier Jahren in Los Angeles wurde Clarkson im Paket mit Larry Nance Jr. nach Cleveland getradet. Der Trade erfolgte in erster Linie um neuen Cap Space für die Free Agency 2018 der Lakers zu schaffen. Mit den Cavaliers erreichte Clarkson 2018 das NBA-Finale, wo man den Golden State Warriors unterlag. Am 13. Februar 2019 erzielte Clarkson gegen die Brooklyn Nets mit 42 Punkten einen Karriererekord. Clarkson erzielte in der Saison 2018/19 in 81 Spielen ohne Startereinsatz, einen Karriererekord von 16,8 Punkten pro Spiel.
Am 24. Dezember 2019 wurde Clarkson im Tausch für Dante Exum und zwei Zweitrunden-Picks, zu den Utah Jazz transferiert. Am 1. Februar 2020 erzielte Clarkson von der Bank kommend 37 Punkte gegen die Denver Nuggets. In den verbleibenden 42 Saisonspielen erzielte Clarkson kommend von der Bank 15,6 Punkte pro Spiel für Utah und hatte maßgeblichen Anteil daran, dass die Jazz sich für die Playoffs qualifizierten. Nachdem Clarkson im Sommer 2020 vertragslos geworden war, verlängerte er im November 2020 bei den Jazz um vier weitere Jahre. Im Mai 2021 wurde er vor seinem Teamkollegen Joe Ingles, als bester Sixth Man mit dem NBA Sixth Man of the Year Award für den besten Bankspieler der Saison ausgezeichnet. Am 13. März 2022 gelang Clarkson beim Sieg über die Sacramento Kings mit 45 Punkten von der Bank ein Karriererekord. Dies war zudem das vierte Mal in seiner Karriere das Clarkson mehr als 40 Punkte kommend von der Bank erzielen konnte.
Mit Ende der Saison 2024/25 einigten sich Clarkson und die Utah Jazz auf eine Vertragsauflösung. Im Anschluss unterzeichnete er einen Vertrag über ein Jahr bei den New York Knicks. 

## International
Clarkson ist aufgrund der Herkunft seiner Mutter berechtigt, für die Philippinen zu spielen. Aufgrund vertraglicher Schwierigkeiten mit den Lakers, konnte er an der Basketball-Asienmeisterschaft 2015 nicht teilnehmen, stand jedoch im Kader für die Qualifikation zu den Olympischen Spielen 2016.
Bei den Asienspielen 2018 gab Clarkson sein Debüt für die Philippinen und erreichte mit diesen den fünften Platz.

## Karriere-Statistiken

### NBA

#### Reguläre Saison
| Saison  | Team                    | GP  | GS  | MPG  | FG % | 3P % | FT % | RPG | APG | SPG | BPG | PPG  |
| ------- | ----------------------- | --- | --- | ---- | ---- | ---- | ---- | --- | --- | --- | --- | ---- |
| 2014–15 | L.A. Lakers             | 59  | 38  | 25.0 | .448 | .314 | .829 | 3.2 | 3.5 | 0.9 | 0.2 | 11.9 |
| 2015–16 | L.A. Lakers             | 79  | 79  | 32.3 | .433 | .347 | .804 | 4.0 | 2.4 | 1.1 | 0.1 | 15.5 |
| 2016–17 | L.A. Lakers             | 82  | 19  | 29.2 | .445 | .329 | .798 | 3.0 | 2.6 | 1.1 | 0.1 | 14.7 |
| 2017–18 | L.A. Lakers / Cleveland | 81  | 2   | 23.3 | .451 | .352 | .800 | 2.7 | 2.7 | 0.7 | 0.1 | 13.9 |
| 2018–19 | Cleveland               | 81  | 0   | 27.3 | .448 | .324 | .844 | 3.3 | 2.4 | 0.7 | 0.2 | 16.8 |
| 2019–20 | Cleveland / Utah        | 71  | 2   | 24.0 | .454 | .368 | .836 | 2.6 | 1.9 | 0.6 | 0.2 | 15.2 |
| 2020–21 | Utah                    | 68  | 1   | 26.7 | .425 | .347 | .896 | 4.0 | 2.5 | 0.9 | 0.1 | 18.4 |
| 2021–22 | Utah                    | 79  | 1   | 27.1 | .419 | .318 | .828 | 3.5 | 2.5 | 0.8 | 0.2 | 16.0 |
| 2022–23 | Utah                    | 61  | 61  | 32.6 | .444 | .338 | .816 | 4.0 | 4.4 | 0.5 | 0.2 | 20.8 |
| 2023–24 | Utah                    | 55  | 19  | 30.6 | .413 | .294 | .881 | 3.4 | 5.0 | 0.6 | 0.1 | 17.1 |
| Gesamt  | Gesamt                  | 716 | 222 | 27.7 | .438 | .335 | .832 | 3.4 | 2.9 | 0.8 | 0.1 | 16.0 |

#### Play-offs
| Saison  | Team      | GP | GS | MPG  | FG % | 3P % | FT %  | RPG | APG | SPG | BPG | PPG  |
| ------- | --------- | -- | -- | ---- | ---- | ---- | ----- | --- | --- | --- | --- | ---- |
| 2017–18 | Cleveland | 19 | 0  | 15.1 | .301 | .239 | .833  | 1.7 | 0.7 | 0.4 | 0.2 | 4.7  |
| 2019–20 | Utah      | 7  | 0  | 28.6 | .464 | .347 | 1.000 | 3.4 | 2.1 | 0.9 | 0.0 | 16.7 |
| 2020–21 | Utah      | 11 | 0  | 27.1 | .406 | .351 | .962  | 3.1 | 1.5 | 0.6 | 0.3 | 17.5 |
| 2021–22 | Utah      | 6  | 0  | 28.3 | .548 | .375 | .889  | 3.2 | 1.3 | 0.5 | 0.2 | 17.5 |
| Gesamt  | Gesamt    | 37 | 0  | 22.2 | .413 | .329 | .933  | 2.5 | 1.2 | 0.6 | 0.2 | 11.7 |